# Сконтроне
Сконтроне (італ. Scontrone) — муніципалітет в Італії, у регіоні Абруццо,  провінція Л'Аквіла.
Сконтроне розташоване на відстані близько 130 км на схід від Рима, 90 км на південний схід від Л'Акуїли.
Населення — 575 осіб (2014).
Щорічний фестиваль відбувається 26 червня (Scontrone) 
16 липня (Villa Scontrone). Покровитель — San Giovanni.

## Демографія
Населення за роками:

Станом на 1 січня 2023 року в муніципалітеті офіційно проживало 36 іноземців з 10 країн, серед них 1 громадянин країн Євросоюзу.

## Сусідні муніципалітети
- Альфедена
- Барреа
- Кастель-ді-Сангро
- Монтенеро-Валь-Кокк'яра
- Роккаразо